# شانته ایوانز
شانته ایوانز (انگلیسی: Shante Evans؛ زادهٔ ۸ ژوئیهٔ ۱۹۹۱) بازیکن بسکتبال اهل ایالات متحده آمریکا است.